# Cayleyjeva tabela
Cayleyjeva tabela opisuje strukturo in značilnosti končne grupe tako, da prikazuje vse možne zmnožke vseh elementov grupe. 
Imenuje se po angleškem matematiku in odvetniku Arthurju Cayleyju (1821 – 1895).
Mnogo značilnosti grupe se lahko razbere iz tabele.
Enostaven zgled Cayleyjeve tabele za grupo {\displaystyle \{1,-1\}\,} za običajno množenje je 
| ×  | 1  | −1 |
| -- | -- | -- |
| 1  | 1  | −1 |
| −1 | −1 | 1  |

## Zgradba in izgled tabele
Mnogo Cayleyjevih tabel opisuje grupe, ki niso Abelove. Kadar je grupna binarna operacija za elementa {\displaystyle a\,} in {\displaystyle b\,} enaka {\displaystyle ab\,}, ne moremo biti prepričani, da je zmnožek {\displaystyle ba\,} enak. Zaradi tega velja dogovor, da je prvi faktor  v vrstici vedno enak. Prav tako je drugi faktor v vsakem stolpcu tudi  enak. Zgled:
| * | a  | b  | c  |
| - | -- | -- | -- |
| a | a2 | ab | ac |
| b | ba | b2 | bc |
| c | ca | cb | c2 |

## Značilnosti

### Komutativnost
Cayleyjeva tabela nam pove tudi, če je neka grupa Abelova grupa. Grupna operacija Abelovih grup je komutativna. Grupa je Abelova, če in samo,če je njena Cayleyjeva tabela simetrična. 

### Asociativnost
Asociativnost se pri grupah vzame kot aksiom. Cayleyjeve tabele se uporabljajo za opisovanje operacij kvazigrup, ki vedno niso asociativne. Ne moremo pa ugotoviti samo s pomočjo Cayleyjeve tabele, če je neka operacija asociativna (tako, kot je to možno pri komutativnosti).

### Permutacije
Nobena vrstica ali stolpec ne sme vsebovati istega elementa dvakrat. Vsaka vrstica in stolpec je permutacija elementov iz grupe. 
Iz tega sledi, da je Cayleyjeva tabela za grupo poseben primer latinskega kvadrata.